# Star Wars Jedi Knight: Jedi Academy
Star Wars Jedi Knight: Jedi Academy – komputerowa gra akcji osadzona w świecie Gwiezdnych wojen, wyprodukowana przez Raven Software i wydana w 2003 przez LucasArts. Należy do serii Star Wars: Jedi Knight i nawiązuje do części wątków ze Star Wars Jedi Knight II: Jedi Outcast.
Akcja gry rozgrywa się krótki czas po wydarzeniach przedstawionych w poprzedniej części serii, w 14. roku ABY. Głównym bohaterem gry jest Jaden Korr (podczas tworzenia postaci można wybrać płeć i rasę bohatera, kanonicznie jest człowiekiem, mężczyzną z krótkimi, brązowymi włosami), młody kandydat na Rycerza Jedi, który udaje się na nauki do tytułowej Akademii Jedi na Yavinie IV. Prędko jednak następują wydarzenia, dzięki którym będzie musiał wykazać się zdolnościami wykorzystania Mocy, celnością i sprawnością fizyczną w warunkach bojowych.

## Fabuła
Jaden udaje się na szkolenie do Akademii Jedi Luke’a Skywalkera na Yavinie IV, kiedy transportowiec, którym leci, zostaje zestrzelony. Jaden wraz z towarzyszem – poznanym na pokładzie statku, Roshem Peninem – przedziera się przez dżunglę do jednej ze świątyń, gdzie Jaden jest świadkiem tajemniczego rytuału sprawowanego przez Mrocznych Jedi. Po spotkaniu z Jedi z Akademii młodzieńcy zostają uczniami Kyle’a Katarna.
Po krótkim treningu bohaterowie wyruszają pełnić zadania w różnych miejscach Galaktyki. Jaden czasem współpracuje podczas nich z Katarnem. Stopniowo – prowadząc śledztwo i walcząc z różnego pochodzenia przeciwnikami – Jedi odkrywają działania Uczniów Ragnosa prowadzonych przez Tavion Axmis, Jaden traci też swój pierwszy miecz świetlny i konstruuje nowy.
W międzyczasie Rosh przechodzi na ciemną stronę i występuje przeciw Jadenowi, a kolejne spotkanie z nim staje się próbą dla młodego Jedi – musi dokonać wyboru między jasną a ciemną stroną Mocy. Jaden ostatecznie ocaleje i nawraca Rosha (według kanonicznej wersji fabuły – gracz może bowiem w tym momencie wybrać ścieżkę, którą będzie dalej podążał), a następnie pokonuje w pojedynku protegowaną Tavion – Mroczną Jedi Alorę.
W finale postać gracza stacza na Korribanie pojedynek z Tavion, a następnie – w zależności od wybranej ścieżki – z duchem Ragnosa lub z Katarnem.

## Rozgrywka
Gra korzysta z większości rozwiązań programistycznych z poprzedniej części. W porównaniu do Jedi Outcast rozbudowano przede wszystkim moduł walki przy użyciu miecza świetlnego. Postaci mogą używać jednego miecza z 3 dostępnymi stylami walki (szybki, średni i silny) dwóch mieczy, albo miecza z dwoma ostrzami. Poza wątkiem fabularnym, JA dostosowana jest też do wielu trybów gry wieloosobowej. Rozgrywka podzielona jest na 3 zestawy po 5 misji, z których 4 należy przejść (gracz sam wybiera, które to będą). Po każdym zestawie następuje większa misja składająca się z paru plansz. W niektórych misjach graczowi pomagają dodatkowo sojusznicy (zwykle jest to Katarn, w jednej z misji Chewbacca, a gdy gracz opowie się po jasnej stronie Mocy, także rycerze Jedi).